# Frontera entre Irán y Turkmenistán
La frontera entre Irán y Turkmenistán es el límite de 992 kilómetros de longitud, en sentido este-oeste, que separa el sur de Turkmenistán (provincias de Ahal y Balkan) del noreste del Irán (provincias de Golestán, Jorasán Razaví y Jorasán del Norte). El trazado comienza en el oeste, en el margen oriental del mar Caspio, pasa por las montañas Kopet Dag en las proximidades de la capital turkmenia de Asjabad, hasta llegar a la triple frontera entre Irán, Turkmenistán y Afganistán. En el trazado está el embalse de la Amistad Irán-Turkmenistán, abierto oficialmente el 12 de abril de 2005.

## Historia
Como parte del Turquestán histórico, Turkmenistán es un territorio heredero de los imperios iraníes que fue islamizado en el siglo VII, posteriormente fue ocupado por turcos y mongoles, fue independiente en el siglo XVI y luego disputado por los imperios ruso y británico en el siglo XIX. Formó parte del Turquestán ruso y después de la Primera Guerra Mundial se configuró como RSS de Turkmenistán dentro de la Unión Soviética. Alcanzó la independencia en 1991.